# Hochroterd
Hochroterd (früher auch Hochrotherd) ist eine Rotte und Katastralgemeinde der Gemeinde Breitenfurt bei Wien, Niederösterreich.

## Geografie
Die Rotte liegt auf einer Anhöhe im Westen der Gemeinde, an der Landesstraße L128. In Hochroterd zweigt die nach Gruberau führenden Landesstraße L2110 ab.
Zur Katastralgemeinde mit 369 Hektar gehört auch die Rotte Großhöniggraben westlich.
Der Ortsname leitet sich von roten kreidezeitlichen Schiefertonen der Kahlenberger Decke ab, die hier die Laaber Decke überlagern (Flyschzone).
Knapp südlich des Ortszentrums befindet sich der ORS-Sendemast Breitenfurt–Kaiserstein.

## Geschichte
Im Franziszeischen Kataster von 1819 ist die Rotte noch als Teil der Katastralgemeinde Wolfsgraben verzeichnet. Im Jahr 1822 wurde der Ort mit 23 zerstreuten Waldhütten genannt, der nach Breitenfurt eingepfarrt war, wohin auch die Kinder eingeschult wurden. Die Herrschaft Purkersdorf besaß die Ortsobrigkeit, übte die Landgerichtsbarkeit aus, besorgte die Konskription und hatte die Grundherrschaft inne.
1908 wurde knapp südwestlich des Ortszentrums der Kaiserstein anlässlich des 60. Regierungsjubiläums von Kaiser Franz Joseph I. errichtet.
Laut Adressbuch von Österreich waren im Jahr 1938 in Hochroterd ein Fuhrwerker, drei Gastwirte, ein Glaser, sieben Holzhändler, ein Schmied und ein Tischler ansässig.

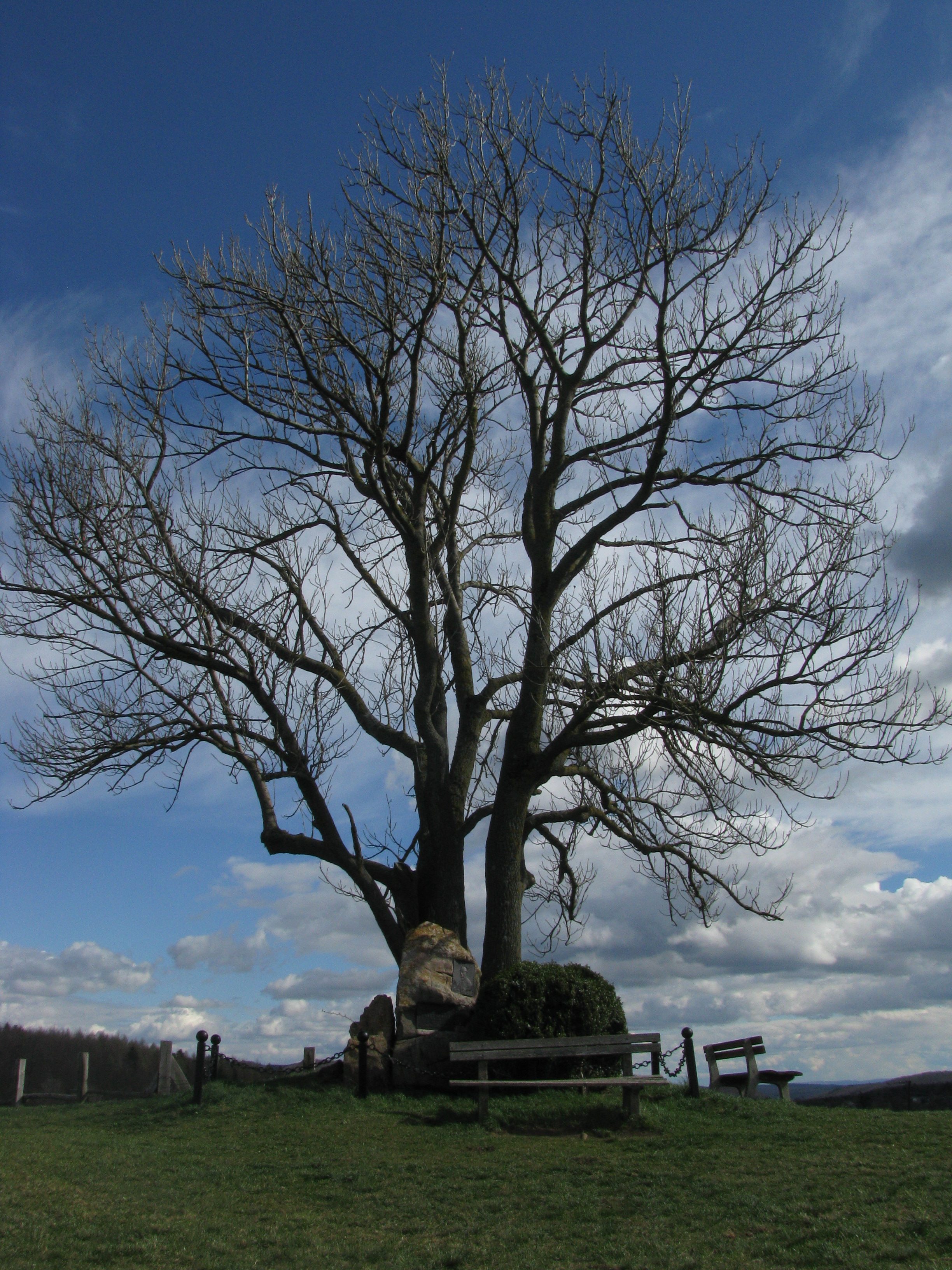
Kaiserstein mit Esche
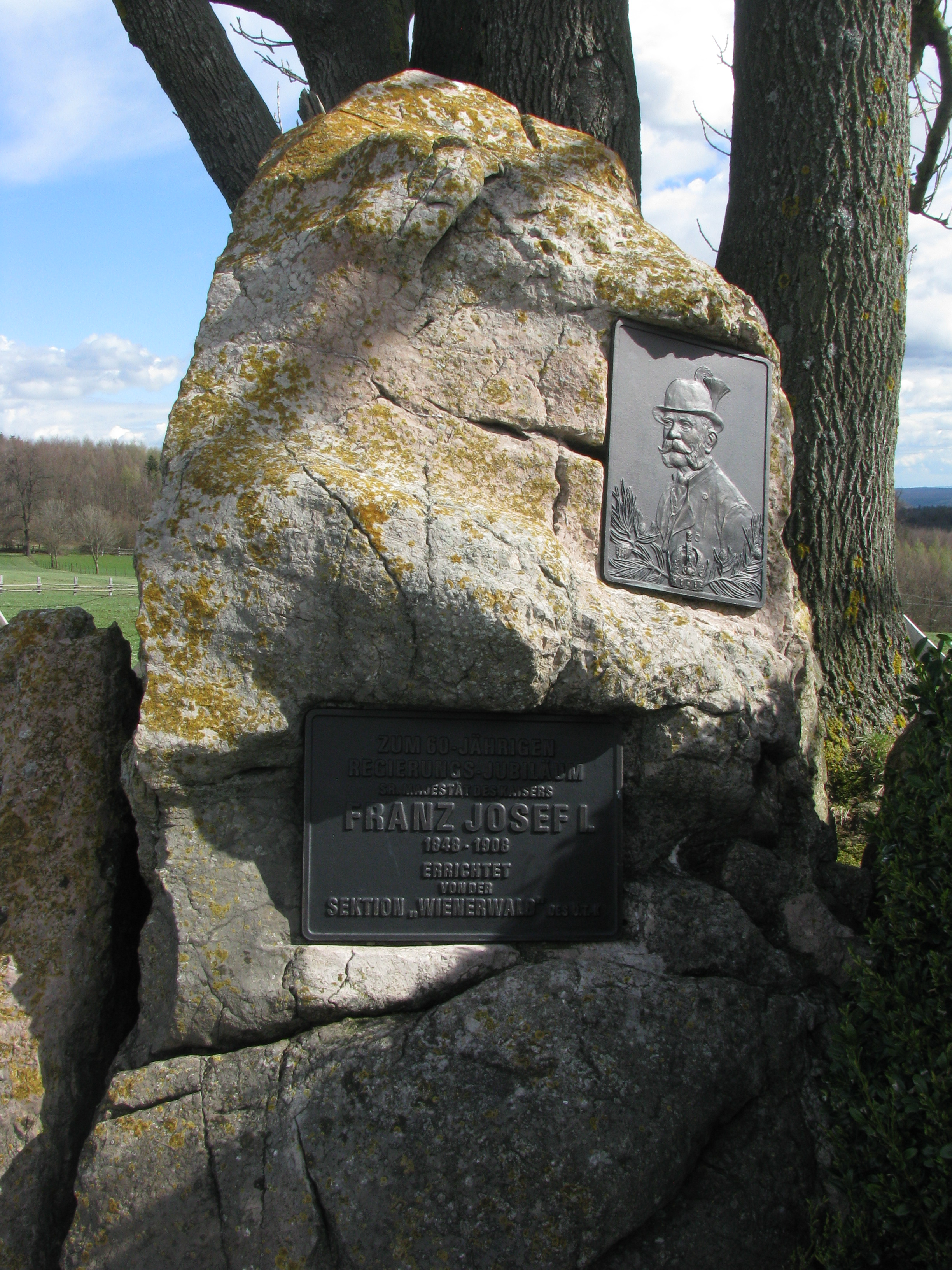
Kaiserstein zum 60. Regierungsjubiläum von Kaiser Franz Joseph I.
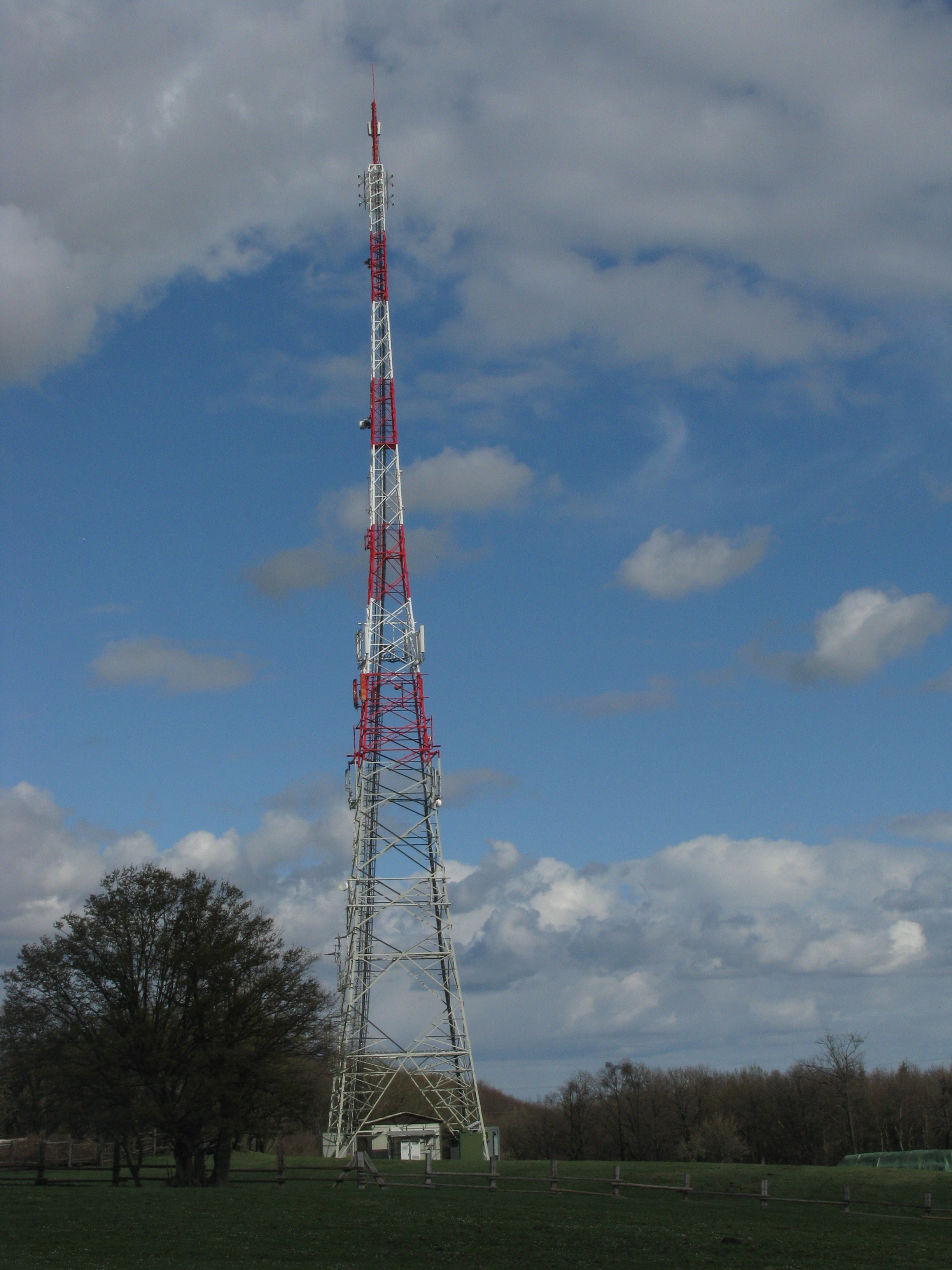
ORS-Sendemast Breitenfurt-Kaiserstein
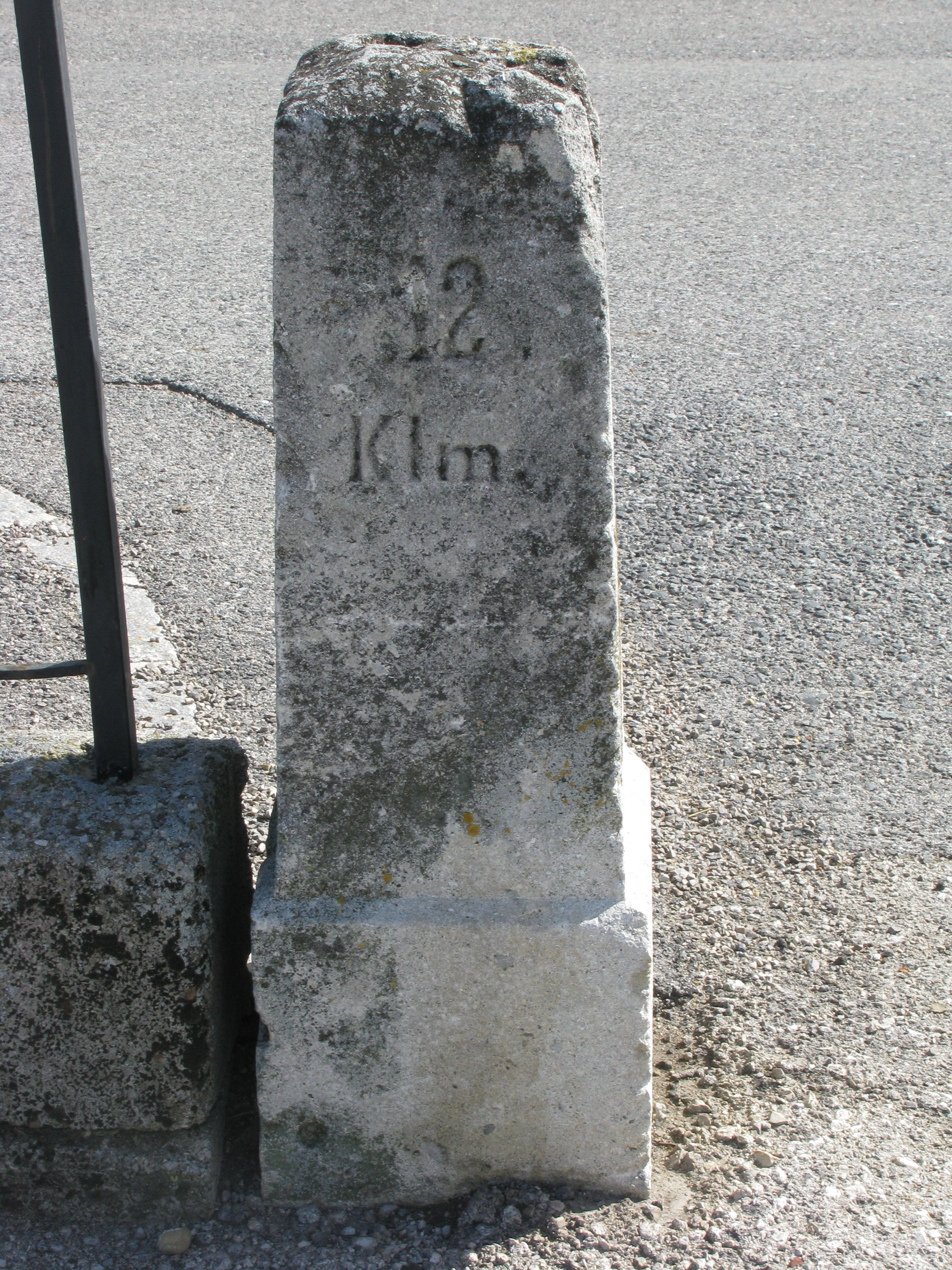
Kilometerstein 12 zwischen Hochroterdstraße 12 und 14
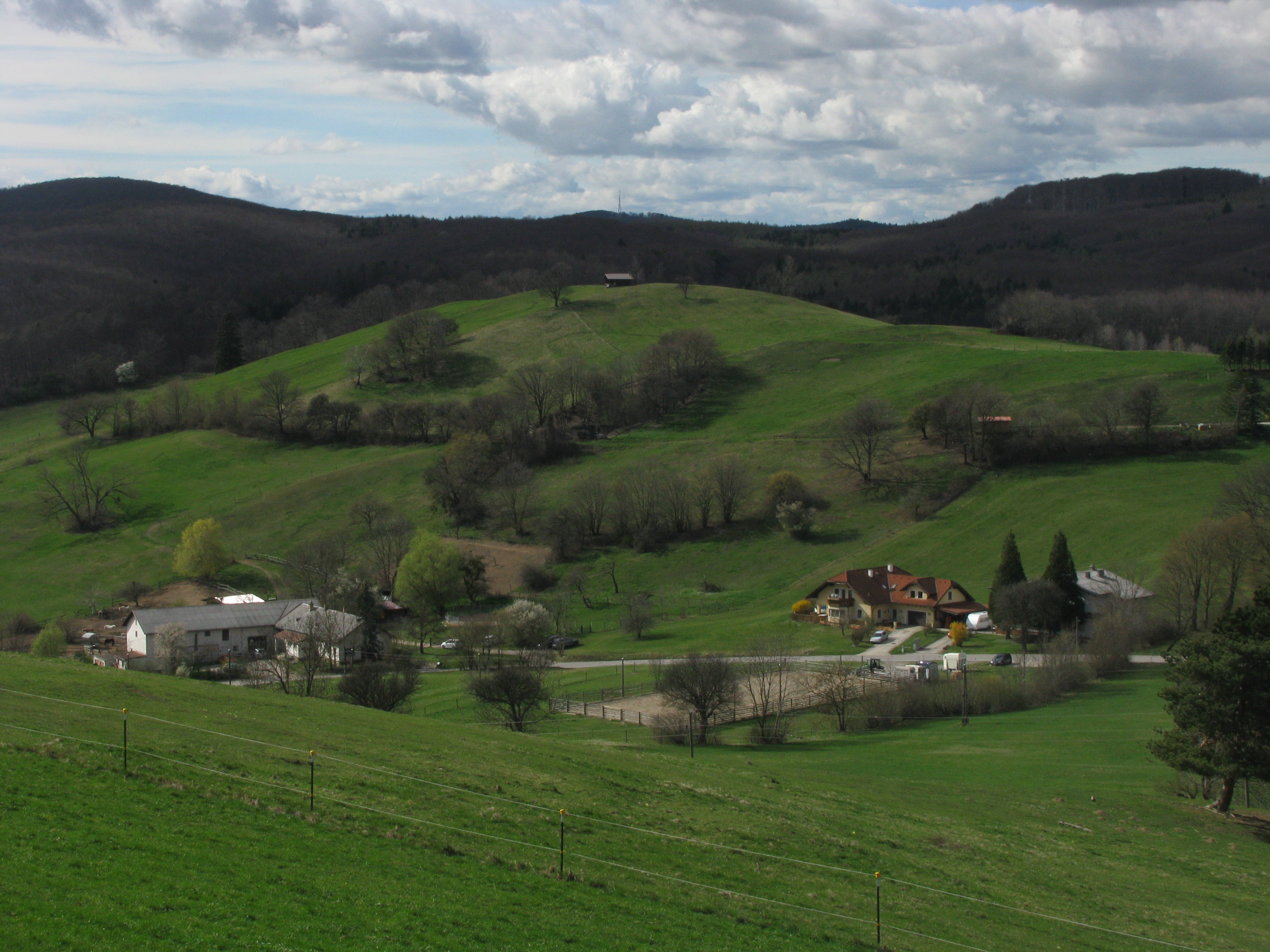
Blick von Hochroterd über Großhöniggraben zum Grafenberg